# Lion Blessé Football Club de Foutouni
 (mai 2015).
Si vous disposez d'ouvrages ou d'articles de référence ou si vous connaissez des sites web de qualité traitant du thème abordé ici, merci de compléter l'article en donnant les références utiles à sa vérifiabilité et en les liant à la section « Notes et références ».
Maillots
Le Lion Blessé Football Club de Foutouni est un club de football camerounais basé à Fotouni. L'équipe évolue dans le championnat du Cameroun de football.

## Histoire
Le club évolue pour la première fois en première division lors de l'année 2015.
Il se classe 11e du championnat en 2015, puis 14e en 2016.